# Hyphessobrycon igneus
Hyphessobrycon igneus és una espècie de peix de la família dels caràcids i de l'ordre dels caraciformes.

## Morfologia
- Els mascles poden assolir 3,4 cm de llargària total.[4]

## Hàbitat
Viu a àrees de clima temperat entre 20 °C - 24 °C de temperatura.

## Distribució geogràfica
Es troba a Sud-amèrica: conca del riu Paranà.